# Checkmate (minialbum)
Checkmate – piąty minialbum południowokoreańskiej grupy Itzy, wydany 15 lipca 2022 roku przez wytwórnię JYP Entertainment i Republic Records. Płytę promował singel „Sneakers”.

## Lista utworów
| CD | CD                           | CD                                                                       | CD                                                     | CD                   | CD      |
| Nr | Tytuł utworu                 | Tekst                                                                    | Kompozycja                                             | Aranżacja            | Długość |
| -- | ---------------------------- | ------------------------------------------------------------------------ | ------------------------------------------------------ | -------------------- | ------- |
| 1. | „Sneakers”                   | Friday (Galactica *), OGI (Galactica *), Didrik Thott, Jessica Pierpoint | D. Thott, Sebastian Thott, Pierpoint                   | S. Thott             | 2:59    |
| 2. | „Racer”                      | Noday, Iris Yerin Lee, Czaer                                             | Czaer, Noday, Lee                                      | Czaer                | 3:12    |
| 3. | „What I Want”                | Saebom (Lalala Studio)                                                   | Greg Bonnick, Hayden Chapman, Karin Wilhemina Eurenius | LDN Noise, Wilhemina | 2:23    |
| 4. | „Free Fall”                  | Song Hee-jin (Solcire), Kevin Oppa (Solcire)                             | Song, Kevin Oppa, Christoffer Semelius                 | Semelius             | 2:59    |
| 5. | „365”                        | Kenzie                                                                   | Kenzie, Deez, Yunsu, Ylva Dimberg                      | Deez, Yunsu          | 3:05    |
| 6. | „Domino”                     | Hwang Eun-bit (PNP)                                                      | Christian Fast, Gusten Dahlqvist, Jonna Hall           | Dahlqvist            | 3:06    |
| 7. | „Sneakers” (English version) | Friday, OGI, D. Thott, Pierpoint, Sophia Pae                             | D. Thott, S. Thott, Pierpoint                          | S. Thott             | 2:59    |

## Notowania
| Lista                                       | Pozycja |
| ------------------------------------------- | ------- |
| South Korean Albums (Circle)                | 1       |
| Belgian Albums (Ultratop Flanders)          | 62      |
| Belgian Albums (Ultratop Wallonia)          | 194     |
| Croatia International Albums (HDU)          | 13      |
| Finnish Albums (Suomen virallinen lista)    | 7       |
| Hungarian Albums (MAHASZ)                   | 24      |
| Japanese Albums (Oricon)                    | 10      |
| Japanese Combined Albums (Oricon)           | 9       |
| Japan Hot Albums (Billboard Japan)          | 47      |
| Polish Albums (ZPAV)                        | 9       |
| Swedish Physical Albums (Sverigetopplistan) | 12      |
| UK Digital Albums (OCC)                     | 79      |
| US Billboard 200                            | 8       |
| US World Albums (Billboard)                 | 1       |

## Nagrody w programach muzycznych
| Program            | Data             | Źródło |
| ------------------ | ---------------- | ------ |
| Inkigayo (SBS)     | 14 sierpnia 2022 | [ 14 ] |
| M Countdown (Mnet) | 11 sierpnia 2022 | [ 15 ] |
| Music Bank (KBS2)  | 22 lipca 2022    | [ 16 ] |

## Sprzedaż
| Kraj             | Sprzedaż  |
| ---------------- | --------- |
| Korea Południowa | 1 025 434 |
| Japonia          | 1907      |
| USA              | 31 000    |